# Thí nghiệm xuyên côn

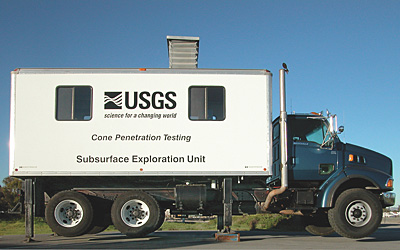
Xe vận hành thiết bị CPT của USGS.

Đầu côn đơn giản.

Thí nghiệm xuyên tĩnh hay viết tắt là CPT là một phương pháp được dùng để xác định các tính chất địa kỹ thuật của đất và phân tầng đất bở rời. Nó được phát triển đầu tiên vào thập niên 1950 tại một phòng thí nghiệm Cơ học đất Hà Lan ở Delft để khảo sát các loại đất yếu. Ngày nay, CPT là một trong những phương pháp khảo sát đất được sử dụng phổ biến và được chấp nhận rộng rãi trên toàn cầu.

## Các tiêu chuẩn và sử dụng
CPT trong các ứng dụng địa kỹ thuật được tiêu chuẩn hóa năm 1986 theo tiêu chuẩn ASTM D 3441 (ASTM, 2004). ISSMGE cung cấp các tiêu chuẩn quốc tế về CPT và CPTU. Sau đó các tiêu chuẩn ASTM đã chỉ định sử dụng CPT cho việc khảo sát đặc điểm hiện trường trong nhiều môi trường khác nhau và các hoạt động quan trắc nước ngầm. Trong khảo sát tính chất địa kỹ thuật, CPT phổ biến hơn so với SPT. Tính chính xác gia tăng, thời gian thực hiện nhanh, cho kết quả mặt cắt liên tục hơn và giảm chi phí thí nghiệm so với các phương pháp thí nghiệm đất khác.